# Avon (Connecticut)
Avon és una població dels Estats Units a l'estat de Connecticut. Segons el cens del 2005 tenia 17.209 habitants.

## Demografia
Segons el cens del 2000, Avon tenia 15.832 habitants, 6.192 habitatges, i 4.483 famílies. La densitat de població era de 264,4 habitants per km².
Per edats la població es repartia de la següent manera: un 26,1% tenia menys de 18 anys, un 3,3% entre 18 i 24, un 26,1% entre 25 i 44, un 29,5% de 45 a 60 i un 15,0% 65 anys o més.
L'edat mediana era de 42 anys. Per cada 100 dones de 18 o més anys hi havia 88,0 homes.
La renda mediana per habitatge era de 90.934 $ i la renda mediana per família de 109.161 $. Els homes tenien una renda mediana de 76.882 $ mentre que les dones 44.848 $. La renda per capita de la població era de 51.706 $. Aproximadament el 0,9% de les famílies i l'1,7% de la població estaven per davall del llindar de pobresa.